# Знищення табору російських мобілізованих у Макіївці
Знищення табору російських мобілізованих у Макіївці — атака Збройними силами України табору російських окупантів у Макіївці, що відбулася у новорічну ніч 1 січня 2023 року в ході російського вторгнення в Україну, під час якої було знищено казарму, що знаходилася у будівлі ПТУ № 19 на Кремлівській вулиці з мобілізованими Збройних сил Росії, де загинуло, за даними української сторони, близько 400—500 росіян, а ще триста зазнали поранень.

## Хід подій
У будівлю профтехучилища № 19 на Кремлівській вулиці № 48 для нападу в Україну було дуже щільно заселено мобілізованих із Самарської області, а до підвалу склали боєприпаси.
ЗСУ здійснили три атаки РСЗВ HIMARS о 23:57, 23:59 та 00:00 годин. Після цього почали детонувати російські боєкомплекти, що складувалися у підвалі будівлі.
Все навколо виявилося закидане трупами, яких вивозили й вночі до обіду.

## Реакція
Росіяни підтвердили смерті сотень частково мобілізованих.
Представники самопроголошеної «ДНР» звинуватили російських військовослужбовців у порушенні операційної безпеки, через те, що вони нібито використовували особисті мобільні телефони, що дозволило ЗСУ завдати високоточного удару по базі.
Розміщення російським командуванням військових у небезпечному будинку без укриття, та ще й поруч із ЗСУ оцінюється фахівцями як злочин. Так званий перший заступник міністра інформації так званої ДНР Данило Безсонов також сподівається, що ті, хто вирішив розмістити солдатів у такому непридатному місці, будуть покарані. Олег Царьов також вважає, що за таку недбалість треба карати.
2 січня Міноборони РФ повідомило про 63 загиблих. 4 січня МО РФ заявило, що кількість загиблих внаслідок обстрілу зросла до 89 та визнало загибель заступника командира неназваного полку ЗС РФ. Як з'ясувалось згодом, загиблим виявився заступник командира 1444 МСП підполковник Олексій Бачурін. Водночас один з вцілілих російських окупантів, який був у таборі та займався розбором завалів, сказав, що сам бачив приблизно 200 мертвих тіл. 
4 січня губернатор Самарської області Дмитро Азаров заявив, що 60—70 військових, що зазнали поранень під час обстрілу незабаром будуть відправлені на лікування до Самари.
Російська служба BBC зазначила, що втрати внаслідок знищення табору є найбільшими разовими втратами ЗС РФ в Україні, що були визнані Росією від початку війни.

## Учасники інциденту
На момент удару в будівлі перебували мобілізовані, приписані до 44-го і 45-го полків 2-ї гвардійської загальновійськової армії, зі штабом у Самарі.
За даними українських журналістів, які цитують інформацію Страткому ЗСУ, у будівлі були військові 20-го загону спеціального призначення ВВ Приволзького військового округу ЗС РФ, 360-го навчального полку зв'язку Внутрішніх військ МВС РФ (в/ч 5204) і 631-го регіонального навчального Центру бойової підготовки ракетних військ і артилерії ЗС РФ.

### Поранені
Відомо, що поранених доставляли до військового госпіталю в Ростові-на-Дону, де їх 4 січня відвідав губернатор Самарської області Дмитро Азаров. Того ж дня він заявив, що 60-70 поранених будуть направлені в госпіталь Самари.
За словами прокремлівської пропагандистки Анастасії Кашеварової, тих, хто вцілів, - "приблизно 216 осіб" - хотіли "спрямувати на передову або ще кудись подалі від очей".
4 січня видання "Верстка" навело слова одного з мобілізованих, які брали участь у розборі завалів. За його словами, загинули близько 200 осіб, близько 150 були поранені.

### Загиблі
На 9 січня "Idel.Реалії" вдалося встановити імена принаймні 36 військових із Самарської області:
1. Євген Тарасов (Тольятті), 1982 р.н.
2. Олександр Андросов (Мар'ївка, Пестравського району), 11.11.1984 р.
3. Микита Курунтяєв (Єлховка), 1989 р.н.
4. Георгій Ложкін (Новокуйбишевськ), 1976 р.н.
5. Владислав Іноземцев (Новокуйбишевськ), 1997 р.н.
6. Дмитро Ромаданов (Красноярський район), 23.02.1982 р.
7. Андрій Юмаділов (Самара), 1975 р.н.
8. Денис Федичкін (Іллічівський), 30.05.1988 р.
9. Микита Соколов (Самара)
10. Дмитро Каткасов (Василівка), 2000 р.н.
11. Сергій Безалтичний (Тольятті), 1986 р.н.
12. Асхат Асимов (Пестравка), 1993 р.н.
13. Олександр Пантелєєв (Обшарівка)
14. Євген Єркін (Суха В'язівка), 1979 р.н.
15. Олександр Гришин (Тольятті), 1984 р.н.
16. Павло Кузьмін (Петрівка), 1989 р.н.
17. Олександр Толпигін (Світле поле), 26.03.1991 р.
18. Анатолій Константинов (Велика Костянтинівка), 24.10.1984 р.
19. Андрій Шеховцов (смт Поволзький), начальник речової служби, полку старший лейтенант
20. Олексій Бачурін, заступник командира полку, полковник
21. Сергій Бастраков (Тольятті)
22. Володимир Кузяєв (Тольятті)
23. Олександр Крашенінніков (Самара)
24. Іван Горшков (Чапаєвськ), 24 роки.
25. Олексій Горюнов (Тольятті)
26. Микола Мазур (Тольятті), 06.08.1990 р.
27. Віктор Фірюлін (Висілки, Ставропольський район), 26.03.1989 р.
28. Євген Мєшков
29. Василь Рядинських (Сизрань), 04.02.1981 р.
30. Олексій Фатуєв (Кошки, Кошкінський район), 23.04.1977 р.
31. Уткін Дмитрій Сергійович, 27 років, народився у населеному пункті Утевка[21] (Нефтегорськ).
32. Олександр Нестеров (Красноярський район)
33. Євген Коротенко (Тольятті), 07.07.1984 р.
34. Олександр Радаєв (Коновалівка, Борський район), 1977 р.н.
35. Юрій Симонов (Приволжя)
36. Максим Чигирьов

Російська служба Бі-Бі-Сі станом на 3 березня 2023 за допомогою відкритих джерел встановила імена 136 загиблих під час обстрілу російських військових.

## Відображення у суспільстві
31 жовтня 2023 року в ЗМІ висвітлили, що в Самарській області іконописець Олександр Просвірнов написав ікону преподобного Іллі Муромця, за образом якого зображено солдатів РФ, загиблих від ракетного удару ЗСУ.